# Thermiotischer Käse

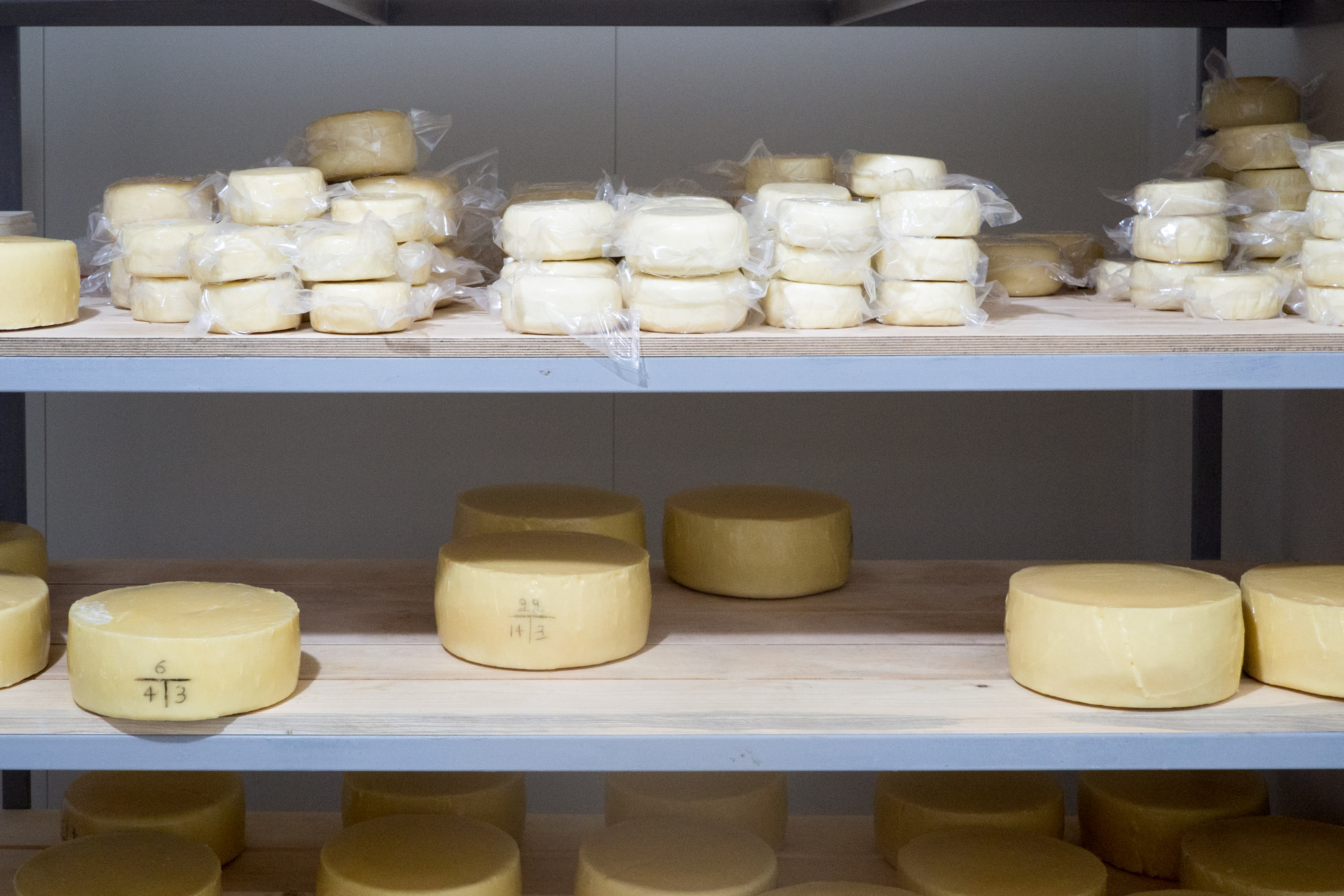
Die Kythnos-Käse

Thermiotischer Käse oder Kythnos-Käse (griechisch θερμιώτικο τυρί oder τυρί της Κύθνου) ist ein Name, der sich auf die Käsesorten bezieht, die auf der Kykladeninsel Kythnos hergestellt werden.

## Geschichte
Der Käse von Kythnos war in der Antike als Kythnios tyros bekannt, ein Begriff, der die Käsesorte bezeichnet, die den Einheimischen als Trimos bekannt ist, der charakteristischste der lokalen Käsesorten. Thermiotischer Käse wird aus Ziegen- und Schafsmilch hergestellt, und manchmal wird auch Kuhmilch beigemischt. Es war von der Antike bis in die Neuzeit eines der wichtigsten Exportprodukte Kythnos'. Er wird als Dessert und als Hauptzutat für lokale Gerichte (wie Sfougata und Blätterteiggebäck) verwendet.

## Sorten
● Trimma: die berühmteste und charakteristischste Käsesorte von Kythnos. Er wird mit Salz fermentiert und 10 Tage lang in einem großen Vorratsgefäß gelagert, das dann auf den Kopf gestellt wird, so dass der Ausguss auf einer Tonschale ruht, um die Drainage zu vervollständigen.
● ungesalzen: Als Frischkäse oder Sauermilchkäse. Er ist die Grundlage für die Herstellung anderer Käsesorten und wird auch für die Zubereitung von Speisen verwendet. Er muss kurzfristig verzehrt werden, da er kein Salz enthält, um ihn haltbar zu machen.
● Kopanisti: Blauschimmelkäse.
● Mizithra: Molkekäse, je nach Reifezustand als Weichkäse, Schnittkäse oder Hartkäse.
● Tyrovolli: ein Hartkäse, der dem Kefalotyri ähnelt und zu Nudeln verwendet wird.
● Protogalia: Schaf- oder Ziegenkäse, der zu dem Zeitpunkt hergestellt wird, wenn die Kühe gebären. Er wird abgetropft, mit Wasser verdünnt, gekocht und dann mit Salz oder Zucker versetzt. Er gilt traditionell als Edelkäse.
● Feta-Käse: Er ist in den letzten Jahren auf Kythnos aufgetaucht, weil er sich leicht zubereiten lässt.